# Vincenzo Lancia

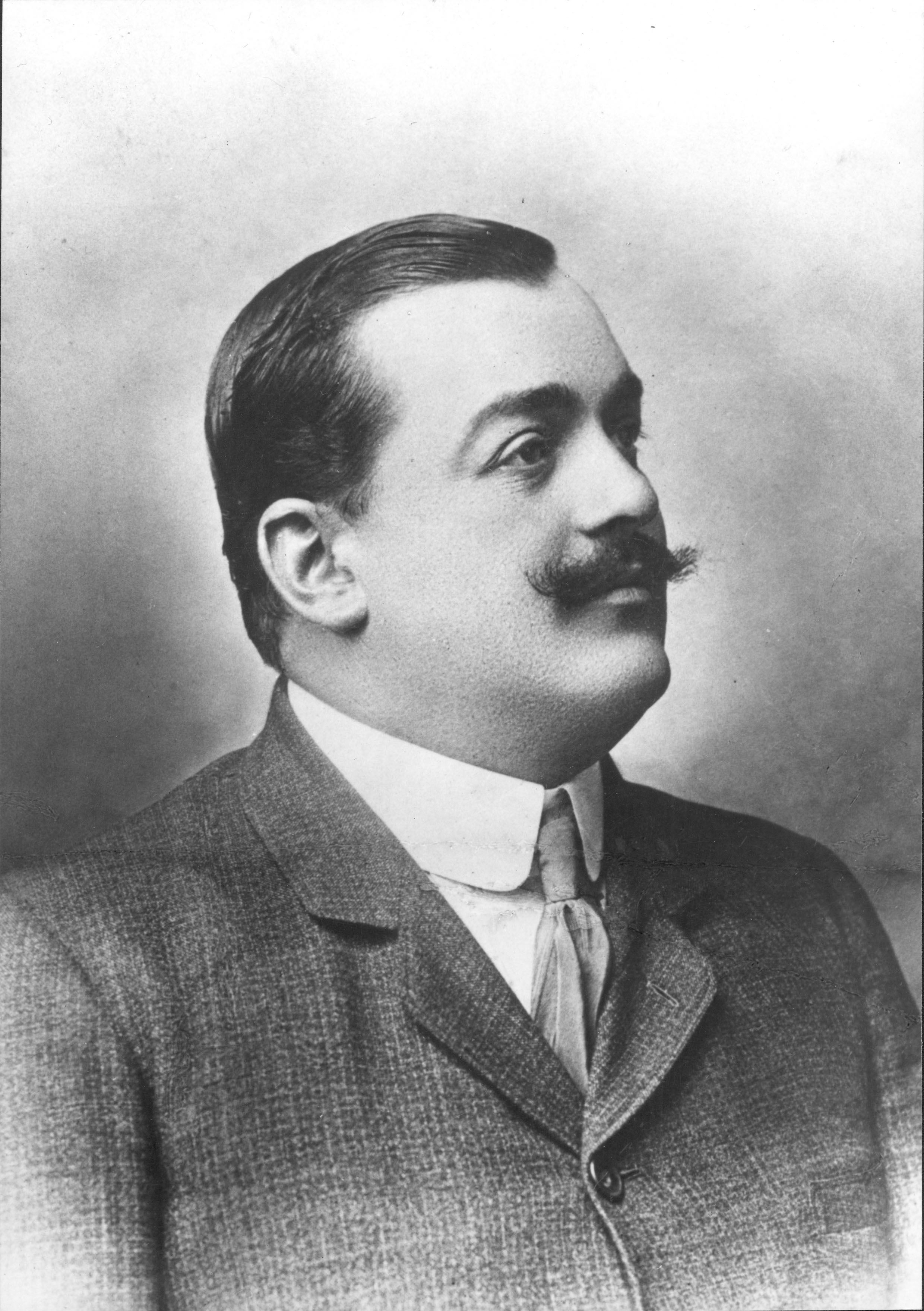
Vincenzo Lancia

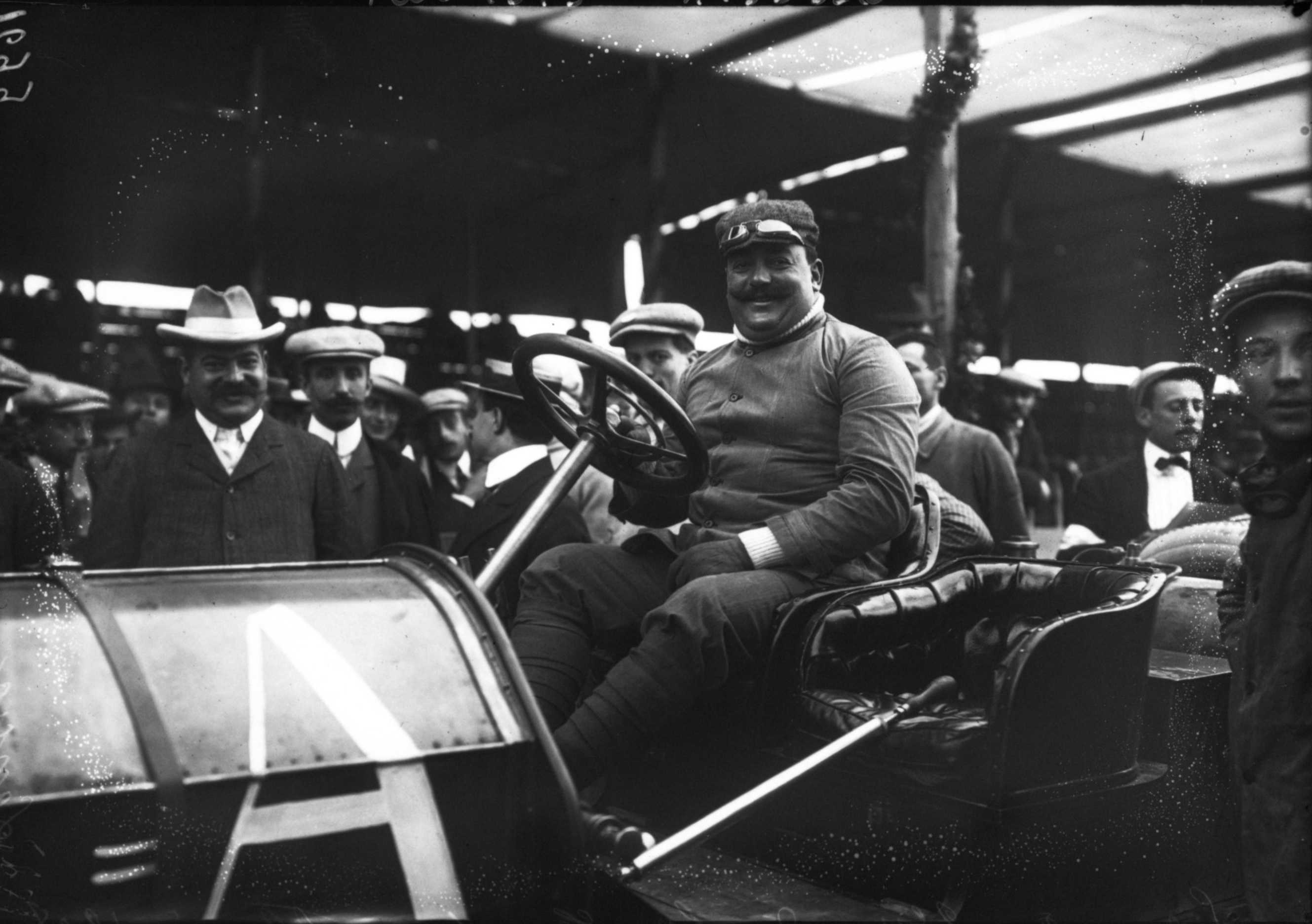
Vincenzo Lancia in einem Fiat 50 HP bei der Targa Florio 1908

Vincenzo „Censin“ Lancia (* 24. August 1881 in Fobello; † 15. Februar 1937 in Turin) war ein italienischer Automobilrennfahrer, -konstrukteur und Gründer des Automobilherstellers Lancia.

## Werdegang
Vincenzo Lancia wurde als Sohn des Konservenfabrikanten Cavaliere Giuseppe Lancia in dem abgelegenen Bergdorf Fobello im piemontesischen Sesia-Tal geboren. Er hatte drei Geschwister namens Giovanni, Arturo und Maria.
Nach dem Willen des Vaters sollte er Rechtsanwalt werden, aber nach seinen schwachen schulischen Leistungen wurde Lancia Buchhalter und fing als solcher bei Fiat an. Da er aber auch an Fahrzeugen interessiert war, verließ er bald seinen Büroposten, um als Mechaniker sowie später Rennfahrer tätig zu werden. Für Fiat bestritt der Italiener zahlreiche Rennen in der Frühzeit des Motorsports, dabei als erstes das Rennen Paris–Madrid 1903. Zu den besten Leistungen Lancias zählt der zweite Platz beim Vanderbilt Cup 1906 in den USA.
Im Jahr 1906 gründete er zusammen mit Claudio Fogolin die Automobilfirma Lancia. 1908 wurde Vincenzo Lancia deswegen von Fiat als Rennfahrer entlassen, blieb jedoch bis 1910 als Mitarbeiter auf der Gehaltsliste. Nach zaghaften Versuchen, mit seinen eigenen Fahrzeugen bei Rennen zu starten, konzentrierte er sich ab 1911 vollständig auf den Bau und die Entwicklung seiner Fahrzeuge, die als schnelle und elegante Sportwagen galten und technisch aufwändig, aber auch sehr zuverlässig waren. In der Folgezeit machte Lancia mit vielen Innovationen im Automobilbau von sich reden, erhielt zahlreiche Patente und galt als die „Marke der Ingenieure“. Unter Führung des Italieners wurden außer Personenkraftwagen auch Lastkraftwagen, Omnibusse, Oberleitungsbusse und Militärfahrzeuge verschiedener Art gebaut.
Vincenzo Lancia starb im Februar 1937 im Alter von 55 Jahren in Turin. Sein Sohn Gianni Lancia übernahm daraufhin im März 1937 die Führung des Unternehmens.